# シンプソン郡 (ミシシッピ州)
シンプソン郡（英: Simpson County）は、アメリカ合衆国ミシシッピ州の中央部南に位置する郡である。2010年国勢調査での人口は27,503人であり、2000年の27,639人から0.5%減少した。郡庁所在地はメンデンホール市（人口2,504人）であり、同郡で人口最大の都市はマギー市（人口4,408人）である。
シンプソン郡はジャクソン大都市圏に属している。郡名はジョサイア・シンプソン判事に因んで名付けられた。ルイジアナ州上院および下院議員を務めたスペンサー・マイリックと、その弟でテキサス州オデッサでカントリー・ミュージック歌手になったビル・マイリックがシンプソン郡で生まれ、ルイジアナ州北東部のウェストキャロル郡で育った。

## 地理
アメリカ合衆国国勢調査局に拠れば、郡域全面積は590.53平方マイル (1,529.5 km2)であり、このうち陸地588.73平方マイル (1,524.8 km2)、水域は1.80平方マイル (4.7 km2)で水域率は0.30%である。

### 主要高規格道路
- アメリカ国道49号線
- ミシシッピ州道13号線
- ミシシッピ州道28号線
- ミシシッピ州道43号線
- ミシシッピ州道149号線

### 隣接する郡
- ランキン郡 - 北
- スミス郡 - 東
- コビントン郡 - 南東
- ジェファーソンデイビス郡 - 南
- ローレンス郡 - 南西
- コピア郡 - 西

## 人口動態
以下は2000年の国勢調査による人口統計データである。
| 基礎データ - 人口: 27,639人 - 世帯数: 10,076 世帯 - 家族数: 7,385 家族 - 人口密度: 18人/km2（47人/mi2） - 住居数: 11,307軒 - 住居密度: 7軒/km2（19軒/mi2） 人種別人口構成 - 白人: 64.39% - アフリカン・アメリカン: 34.31% - ネイティブ・アメリカン: 0.12% - アジア人: 0.14% - 太平洋諸島系: 0.01% - その他の人種: 0.47% - 混血: 0.56% - ヒスパニック・ラテン系: 1.15% | 年齢別人口構成 - 18歳未満: 27.9% - 18-24歳: 9.4% - 25-44歳: 27.5% - 45-64歳: 22.1% - 65歳以上: 13.1% - 年齢の中央値: 35歳 - 性比（女性100人あたり男性の人口） - 総人口: 94.4 - 18歳以上: 90.4 世帯と家族（対世帯数） - 18歳未満の子供がいる: 34.8% - 結婚・同居している夫婦: 54.2% - 未婚・離婚・死別女性が世帯主: 14.8% - 非家族世帯: 26.7% - 単身世帯: 24.0% - 65歳以上の老人1人暮らし: 11.1% - 平均構成人数 - 世帯: 2.65人 - 家族: 3.14人 | 収入と家計 - 収入の中央値 - 世帯: 28,343米ドル - 家族: 32,797米ドル - 性別 - 男性: 27,197米ドル - 女性: 20,136米ドル - 人口1人あたり収入: 13,344米ドル - 貧困線以下 - 対人口: 21.6% - 対家族数: 17.5% - 18歳未満: 25.7% - 65歳以上: 21.0% |

## 都市と町

### 都市
- マギー
- メンデンホール - 郡庁所在地

### 町
- ドロー

### 村
- ブラクストン

### 未編入の町
- ハリスビル
- ピノーラ
- ウェザースビー